# Perissophlebiodes
Perissophlebiodes is een geslacht van haften (Ephemeroptera) uit de familie Leptophlebiidae.

## Soorten
Het geslacht Perissophlebiodes omvat de volgende soorten:
- Perissophlebiodes flinti